# Liman (Izrael)
Liman (hebr. לימן; ang. Liman) – moszaw położony w Samorządzie Regionu Matte Aszer, w Dystrykcie Północnym, w Izraelu.

## Położenie
Moszaw Liman jest położony na wysokości 16 metrów n.p.m. w północnej części równiny przybrzeżnej Izraela. Leży w odległości około 500 metrów od wybrzeża Morza Śródziemnego. W odległości niecałych 2 km na północy wznosi się grzbiet górski Reches ha-Sulam (361 m n.p.m.), którym przebiega granica z Libanem. Również około 2 km na wschodzie zaczynają się wznosić wzgórza Zachodniej Galilei, które następnie przechodzą w góry Górnej Galilei. Na północ od moszawu przepływa strumień Becet, a na południe strumień Keziw. W otoczeniu moszawu Liman znajdują się miejscowość Szelomi, moszawy Becet i Awdon, kibuce Kefar Rosz ha-Nikra, Maccuwa, Kabri i Geszer ha-Ziw, oraz wioska komunalna Newe Ziw. Na północnym zachodzie jest strefa przemysłowa Achziw, a na północnym wschodzie jest położone niewielkie awaryjne lądowisko Sił Powietrznych Izraela. Na końcu pasa wybudowano lądowisko dla helikopterów.

### Podział administracyjny
Liman jest położony w Samorządzie Regionu Matte Aszer, w Poddystrykcie Akka, w Dystrykcie Północnym.

## Demografia
Stałymi mieszkańcami moszawu są wyłącznie Żydzi. Tutejsza populacja jest świecka:

Źródło danych: Central Bureau of Statistics.

## Historia
W obszarze tym pierwotnie istniał fenicki port morski Achziw. Badania archeologiczne odkryły w tym rejonie pozostałości osad ludzkich z epoki brązu (XX wiek p.n.e.), okresu perskiego (X wiek p.n.e. i hellenistycznego (III wiek p.n.e.). Główne miejsce prowadzonych wykopalisk posiada osiem odkrytych warstw. Między innymi odkryto tutaj ruiny kananejskiej świątyni z XVI wieku p.n.e. poświęconej bogini Astarte. Podczas podboju asyryjskiego w 732 roku p.n.e. miasto zostało zdobyte i spalone przez Asyryjczyków. Odkryty kamienny mur obronny o wysokości 2 metrów z V wieku p.n.e. jest dowodem, że miasto odbudowano. Wokół znaleziono pozostałości budynków oraz liczne przedmioty użytkowe i ceramikę. W okresie panowania helleńskiego, Achziw było miastem granicznym Ptolemeuszy. W wyniku kolejnych wojen przeszło pod kontrolę Seleucydów. O tym nadmorskim mieście wspomina żydowski historyk Józef Flawiusz, jest także wymieniane w żydowskich pismach rabinicznych, na przykład Midrasz Rabba Vajikra 37:4. Talmud babiloński wspomina o nim przedstawiając lokalizację Achziw w odniesieniu do historycznych granic Izraela. Prawdopodobnie podczas wojen żydowskich miasto zostało doszczętnie zniszczone. W 1970 roku odkryto kościół poświęcony św. Łazarzowi. Pochodzi on z okresu bizantyjskiego i prawdopodobnie został zniszczony przez pożar podczas najazdu perskiego w 614 roku. W okresie panowania krzyżowców powstał tutaj zamek obronny Casal Lambertie or Imbert. Pod panowaniem mameluków w miejscu tym pojawiła się arabska wioska Az-Zib. W wyniku I wojny światowej cała Palestyna przeszła pod panowanie Brytyjczyków, którzy utworzyli tutaj Mandat Palestyny. Po wojnie w Palestynie zaczął narastać konflikt izraelsko-arabski. W nocy z 16 na 17 czerwca 1946 roku żydowski oddział kompanii szturmowych Palmach, podjął próbę wysadzenia mostu kolejowego i drogowego przy Az-Zib. Żydowscy żołnierze zostali jednak dostrzeżeni i ostrzelani przez Brytyjczyków zanim zdołali podłożyć ładunki wybuchowe. Operacja nie powiodła się, a Żydzi utracili 14 zabitych i 5 rannych. Wydarzenie to upamiętnia pomnik. Przyjęta 29 listopada 1947 roku Rezolucja Zgromadzenia Ogólnego ONZ nr 181 przyznała te tereny państwu arabskiemu. Podczas wojny domowej w Mandacie Palestyny, w dniu 14 maja 1948 roku siły żydowskiej organizacji paramilitarnej Hagana zajęły tutejszą arabską wioskę Az-Zib. Jej mieszkańcy uciekli na północ do Libanu, a większość domów wyburzono. Współczesny moszaw został założony w 1949 roku przez grupę zdemobilizowanych żydowskich żołnierzy. Osada początkowo nazywała się Cahal (hebr. צ"הל), na cześć Sił Obronnych Izraela. W 1959 roku zmieniono nazwę na obecną, oddając w ten sposób cześć amerykańskiemu senatorowi Herbertowi Lehman (1878-1963), który był Żydem.

## Edukacja
Moszaw utrzymuje przedszkole. Starsze dzieci są dowożone do szkoły podstawowej w moszawie Becet, oraz gimnazjum w kibucu Geszer ha-Ziw.

## Kultura i sport
W moszawie jest ośrodek kultury z biblioteką. Z obiektów sportowych jest boisko do piłki nożnej oraz boisko do koszykówki.

## Infrastruktura
W moszawie znajduje się przychodnia zdrowia, sklep wielobranżowy i warsztat mechaniczny.

## Turystyka
Moszaw został uznany za osadę turystyczną. Największą tutejszą atrakcją jest bliskość morza i pięknie położone plaże. Z tego powodu wybudowano tutaj 60 pokoi gościnnych, istnieją także plany dalszej rozbudowy infrastruktury turystycznej. Na południowy zachód od moszawu jest położony Park Narodowy Achziw. Warto odwiedzić także położony na północ od osady rezerwat przyrody, na którym na powierzchni 45 ha rosną tulipany i storczyki (kwitną na przełomie marca i kwietnia). W pobliżu moszawu są położone także Park Narodowy Rosz ha-Nikra, rezerwat przyrody strumienia Becet i rezerwat przyrody strumienia Keziw.

## Gospodarka
Gospodarka moszawu opiera się na rolnictwie i sadownictwie. Hoduje się głównie warzywa, cytrusy, awokado i banany. Jest tu także ferma drobiu. Część mieszkańców dojeżdża do pracy w sąsiednich strefach przemysłowych.

## Transport
Z moszawu wyjeżdża się na zachód na drogę nr 4, którą jadąc na południe dojeżdża się do kibucu Geszer ha-Ziw, lub jadąc na północ dojeżdża się do skrzyżowania z drogą nr 899 i dalej do kibucu Kefar Rosz ha-Nikra. Droga nr 899 prowadzi na wschód do moszawu Becet i miejscowości Szlomi.